# Điền kinh tại Đại hội Thể thao Đông Nam Á 2009
Môn điền kinh tại Đại hội Thể thao Đông Nam Á năm 2009 được tổ chức từ ngày 13 đến 17 tháng 12 năm 2009 tại Sân vận động Quốc gia Lào ở thủ đô Viêng Chăn. Giải đấu quy tụ đầy đủ 11 quốc gia thành viên tham dự với tổng cộng 45 nội dung thi đấu dành cho cả nam và nữ. Thái Lan tiếp tục thể hiện sức mạnh vượt trội khi dẫn đầu bảng tổng sắp huy chương môn điền kinh với 14 huy chương vàng, 20 huy chương bạc và 14 huy chương đồng. Việt Nam giành được 7 huy chương vàng, xếp thứ 3 toàn đoàn ở môn điền kinh.
Trong khuôn khổ giải, một số kỷ lục SEA Games đã bị phá vỡ, bao gồm nội dung chạy 100 mét nam với thành tích 10,17 giây và nhảy sào nam với mức xà 5,21 mét. Nội dung mười môn phối hợp nam cũng ghi nhận kỷ lục mới với tổng điểm 7.558. 

## Bảng huy chương
| Hạng               | Đoàn               | Vàng | Bạc | Đồng | Tổng số |
| ------------------ | ------------------ | ---- | --- | ---- | ------- |
| 1                  | Thái Lan (THA)     | 14   | 20  | 14   | 48      |
| 2                  | Indonesia (INA)    | 7    | 7   | 7    | 21      |
| 3                  | Việt Nam (VIE)     | 7    | 4   | 11   | 22      |
| 4                  | Philippines (PHI)  | 7    | 3   | 4    | 14      |
| 5                  | Malaysia (MAS)     | 6    | 6   | 4    | 16      |
| 6                  | Myanmar (MYA)      | 2    | 5   | 2    | 9       |
| 7                  | Singapore (SIN)    | 2    | 1   | 0    | 3       |
| 8                  | Campuchia (CAM)    | 0    | 0   | 1    | 1       |
| 8                  | Lào (LAO)          | 0    | 0   | 1    | 1       |
| Tổng số (9 đơn vị) | Tổng số (9 đơn vị) | 45   | 46  | 44   | 135     |

## Tóm tắt kết quả
Kết quả đầy đủ có thể xem tại đây.

### Nam
| Nội dung                    | Vàng                                                                                            | Vàng        | Bạc                                                                                       | Bạc        | Đồng                                                                                            | Đồng       |
| --------------------------- | ----------------------------------------------------------------------------------------------- | ----------- | ----------------------------------------------------------------------------------------- | ---------- | ----------------------------------------------------------------------------------------------- | ---------- |
| 100 m (Wind: +0.8 m/s)      | Suryo Agung Wibowo · Indonesia                                                                  | 10.17 GR    | Wachara Sondee · Thái Lan                                                                 | 10.30      | Muhammad Fadlin · Indonesia                                                                     | 10.61      |
| 200 m                       | Suryo Agung Wibowo · Indonesia                                                                  | 20.85       | Sittichai Suwonprateep · Thái Lan                                                         | 21.12      | Suppachai Chimdee · Thái Lan                                                                    | 21.24      |
| 400 m                       | Zafril Zuslaini · Malaysia                                                                      | 47.11       | Heru Astriyanto · Indonesia                                                               | 47.35      | Jukkatip Pojaroen · Thái Lan                                                                    | 47.53      |
| 800 m                       | Nguyễn Đình Cương · Việt Nam                                                                    | 1:50.65     | Mohd Jironi Riduan · Malaysia                                                             | 1:50.98    | Subramaniam Mathialagan · Malaysia                                                              | 1:51.75    |
| 1500 m                      | Nguyễn Đình Cương · Việt Nam                                                                    | 3:46.58     | Mohd Jironi Riduan · Malaysia                                                             | 3:47.34    | Mahendran Vadivellan · Malaysia                                                                 | 3:48.99    |
| 5000 m                      | Aung Khaing · Myanmar                                                                           | 14:43.12    | Boonthung Srisung · Thái Lan                                                              | 14:50.71   | Julius Sermona · Philippines                                                                    | 14:59.85   |
| 10000 m                     | Agus Prayogo · Indonesia                                                                        | 29:51.40    | Jauhari Johan · Indonesia                                                                 | 30:10.52   | Boonthung Srisung · Thái Lan                                                                    | 30:25.75   |
|                             |                                                                                                 |             |                                                                                           |            |                                                                                                 |            |
| 110 m vượt rào              | Jamras Rittidet · Thái Lan                                                                      | 13.89 GR    | Mohd Robani Hassan · Malaysia                                                             | 14.05      | Suphan Wongsriphuck · Thái Lan                                                                  | 14.16      |
| 400 m vượt rào              | Narongdech Janjai · Thái Lan                                                                    | 52.49       | Zulkarnain Purba · Indonesia                                                              | 53.40      | Phatyot Klong-Ngan · Thái Lan                                                                   | 54.15      |
| 3000 m vượt chướng ngại vật | Rene Herrera · Philippines                                                                      | 09:11.20    | Patikarn Pechsricha · Thái Lan                                                            | 09:27.21   | Nguyễn Văn Lý · Việt Nam                                                                        | 09:38.80   |
|                             |                                                                                                 |             |                                                                                           |            |                                                                                                 |            |
| 4 × 100 m tiếp sức          | Thái Lan · Suppachai Chimdee · Wachara Sondee · Sompote Suwannarangsri · Sittichai Suwonprateep | 39.34       | Singapore · Gary Yeo · Elfi Mustapa · Lee Chong Wei · Amirudin Jamal                      | 39.82      | Indonesia · Riski Latip · Apip Dwi Cahyono · Muhammad Fadlin · Suryo Agung Wibowo               | 40.16      |
| 4 × 400 m tiếp sức          | Thái Lan · Jukkatip Pojaroen · Chanatip Ruckburee · Supachai Phachsay · Suppachai Chimdee       | 3:08.40     | Malaysia · Zafril Zuslaini · Idris Zakaria · Paneerselvam Yuvaaraj · Zaiful Zainal Abidin | 3:10.19    | Lào · Kethsada Phengsavanh · Saly Kheuabmavong · Kenmanh Chanthavong · Phouthaviphone Phonxaiya | 3:26.46    |
|                             |                                                                                                 |             |                                                                                           |            |                                                                                                 |            |
| Marathon                    | Eduardo Buenavista · Philippines                                                                | 2:21:10.14  | Yahuza · Indonesia                                                                        | 2:21:56.12 | Hem Bunting · Campuchia                                                                         | 2:25:19.68 |
| 20 km đi bộ                 | Teoh Boon Lim · Malaysia                                                                        | 1:31:28     | Indra Abdul Kadir · Indonesia                                                             | 1:32:09    | Kristian Lumban Tobing · Indonesia                                                              | 1:33:35    |
|                             |                                                                                                 |             |                                                                                           |            |                                                                                                 |            |
| Nhảy cao                    | Lee Hup Wei · Malaysia                                                                          | 2.18 m      | Pramote Pumurai · Thái Lan                                                                | 2.14 m     | Suchart Singhaklang · Thái Lan                                                                  | 2.10 m     |
| Nhảy sào                    | Kreeta Sintawacheewa · Thái Lan                                                                 | 5.21 m GR   | Sompong Saombankuay · Thái Lan                                                            | 5.00 m     | Mohd Hafizuddin Shahadan · Malaysia                                                             | 4.50 m     |
| Nhảy xa                     | Supanara Sukhasvasti · Thái Lan                                                                 | 7.83 m      | Joebert Delicano · Philippines                                                            | 7.74 m     | Henry Dagmil · Philippines                                                                      | 7.72 m     |
| Nhảy ba bước                | Theerayut Philakong · Thái Lan                                                                  | 16.51 m GR  | Varunyoo Kongnil · Thái Lan                                                               | 16.29 m    | Joebert Delicano · Philippines                                                                  | 16.12 m    |
| Đẩy tạ                      | Chatchawal Polyiam · Thái Lan                                                                   | 17.59 m GR  | Adi Aliffudin · Malaysia                                                                  | 16.92 m    | Sathaporn Kajorn · Thái Lan                                                                     | 15.75 m    |
| Ném đĩa                     | James Wong Tuck Yim · Singapore                                                                 | 53.60 m     | Kvanchai Numsomboon · Thái Lan                                                            | 52.15 m    | Wansawang Sawasdee · Thái Lan                                                                   | 52.02 m    |
| Ném búa                     | Arniel Ferrera · Philippines                                                                    | 61.62 m GR  | Tantipong Phetchaiya · Thái Lan                                                           | 59.56 m    | Yongjaros Kanju · Thái Lan                                                                      | 56.60 m    |
| Ném lao                     | Danilo Fresnido · Philippines                                                                   | 72.93 m     | Nontach Palanupat · Thái Lan                                                              | 67.68 m    | Sanya Buathong · Thái Lan                                                                       | 67.43 m    |
|                             |                                                                                                 |             |                                                                                           |            |                                                                                                 |            |
| 10 môn phối hợp             | Vũ Văn Huyện · Việt Nam                                                                         | 7558 pts GR | Boonkete Chalon · Thái Lan                                                                | 6916 pts   | Nguyễn Văn Huê · Việt Nam                                                                       | 6456 pts   |

### Nữ
| Nội dung                   | Vàng                                                                                              | Vàng        | Bạc                                                                   | Bạc            | Đồng                                                                         | Đồng     |
| -------------------------- | ------------------------------------------------------------------------------------------------- | ----------- | --------------------------------------------------------------------- | -------------- | ---------------------------------------------------------------------------- | -------- |
| 100 m (Wind: +0.0 m/s)     | Vũ Thị Hương · Việt Nam                                                                           | 11.34       | Laphassaporn Tawoncharoen · Thái Lan                                  | 11.75 (11.746) | không trao huy chương đồng                                                   | -        |
| 100 m (Wind: +0.0 m/s)     | Vũ Thị Hương · Việt Nam                                                                           | 11.34       | Lê Ngọc Phượng · Việt Nam                                             | 11.75 (11.746) | không trao huy chương đồng                                                   | -        |
| 200 m                      | Vũ Thị Hương · Việt Nam                                                                           | 23.31       | Kay Khine Lwin · Myanmar                                              | 24.00          | Lê Ngọc Phượng · Việt Nam                                                    | 24.03    |
| 400 m                      | Treewadee Yongphan · Thái Lan                                                                     | 54.16       | Kay Khine Lwin · Myanmar                                              | 54.25          | Noraseela Khalid · Malaysia                                                  | 54.32    |
| 800 m                      | Trương Thanh Hằng · Việt Nam                                                                      | 2:02.74     | Kumarasamy Ganthi Manthi · Malaysia                                   | 2:07.99        | Đỗ Thị Thảo · Việt Nam                                                       | 2:12.26  |
| 1500 m                     | Trương Thanh Hằng · Việt Nam                                                                      | 4:19.48     | Naing Naing Win · Myanmar                                             | 4:20.47        | Bùi Thị Hiền · Việt Nam                                                      | 4:38.81  |
| 5000 m                     | Triyaningsih · Indonesia                                                                          | 15:56.79    | Naing Naing Win · Myanmar                                             | 16:38.02       | Mercedita Fetalvero · Philippines                                            | 17:12.09 |
| 10000 m                    | Triyaningsih · Indonesia                                                                          | 32:49.47 GR | Mercedita Fetalvero · Philippines                                     | 36:15.66       | Phạm Thị Hiên · Việt Nam                                                     | 36:57.86 |
|                            |                                                                                                   |             |                                                                       |                |                                                                              |          |
| 100 m vượt rào (Wind: NWI) | Dedeh Erawati · Indonesia                                                                         | 13.34       | Wallapa Punsoongneun · Thái Lan                                       | 13.84          | Agustina Bawele · Indonesia                                                  | 14.21    |
| 400 m vượt rào             | Noraseela Khalid · Malaysia                                                                       | 56.99       | Amornrat Winatho · Thái Lan                                           | 58.00          | Nguyễn Thị Bắc · Việt Nam                                                    | 01:00.31 |
|                            |                                                                                                   |             |                                                                       |                |                                                                              |          |
| 4 × 100 m tiếp sức         | Thái Lan · Jintara Seangdee · Phatsorn Jaksuninkorn · Laphassaporn Tawoncharoen · Nongnuch Sanrat | 44.54       | Việt Nam                                                              | 44.82          | Indonesia                                                                    | 45.32    |
| 4 × 400 m tiếp sức         | Thái Lan · Saowalee Kaewchuay · Treewadee Yongphan · Karat Srimuang · Amornrat Winatho            | 3:38.51     | Myanmar · Lai Lai Win · Aye Aye Than · Yin Yin Khine · Kay Khine Lwin | 3:43.29        | Việt Nam · Nguyễn Thị Nga · Nguyễn Thị Thúy · Vũ Thùy Trang · Nguyễn Thị Bắc | 3:49.28  |
|                            |                                                                                                   |             |                                                                       |                |                                                                              |          |
| Marathon                   | Jho-An Banayag · Philippines                                                                      | 2:46:34     | Sunisa Sailomyen · Thái Lan                                           | 2:46:47        | Ni Lar San · Myanmar                                                         | 2:46:54  |
| 20 km đi bộ                | Kay Khing Myo Tun · Myanmar                                                                       | 1:45:06     | Darwati · Indonesia                                                   | 1:45:23        | Saw Mar Lar Nwe · Myanmar                                                    | 1:46:56  |
|                            |                                                                                                   |             |                                                                       |                |                                                                              |          |
| Nhảy cao                   | Noengrothai Chaipetch · Thái Lan                                                                  | 1.94 m GR   | Wanida Boonwan · Thái Lan                                             | 1.88 m         | Dương Thị Việt Anh · Việt Nam                                                | 1.88 m   |
| Nhảy sào                   | Roslinda Samsu · Malaysia                                                                         | 4.15 m GR   | Lê Thị Phương · Việt Nam                                              | 3.90 m         | Sukanya Chomchuendee · Thái Lan                                              | 3.75 m   |
| Nhảy xa                    | Marestella Torres · Philippines                                                                   | 6.68 m GR   | Thitima Muangjan · Thái Lan                                           | 6.35 m         | Maria Natalia Londa · Indonesia                                              | 6.23 m   |
| Nhảy ba bước               | Thitima Muangjan · Thái Lan                                                                       | 14.08 m GR  | Sirada Seechaichana · Thái Lan                                        | 13.48 m        | Maria Natalia Londa · Indonesia                                              | 13.31 m  |
| Đẩy tạ                     | Zhang Guirong · Singapore                                                                         | 17.12 m     | Juttaporn Krasaeyan · Thái Lan                                        | 15.77 m        | Siwaporn Warapiang · Thái Lan                                                | 14.08 m  |
| Ném đĩa                    | Dwi Ratnawati · Indonesia                                                                         | 50.63 m     | Siwaporn Warapiang · Thái Lan                                         | 49.85 m        | Juttaporn Krasaeyan · Thái Lan                                               | 49.12 m  |
| Ném búa                    | Tan Song Hwa · Malaysia                                                                           | 56.41 m GR  | Rose Herlinda Inggriana · Indonesia                                   | 54.12 m        | Ruttana Suraprasert · Thái Lan                                               | 48.00 m  |
| Ném lao                    | Rosie Villarito · Philippines                                                                     | 49.69 m     | Lò Thị Hằng · Việt Nam                                                | 45.95 m        | Trần Thị Thắm · Việt Nam                                                     | 45.01 m  |
|                            |                                                                                                   |             |                                                                       |                |                                                                              |          |
| 7 môn phối hợp             | Amornrat Winatho · Thái Lan                                                                       | 5644 pts    | Narcisa Atienza · Philippines                                         | 5167 pts       | Nguyễn Thị Thu Cúc · Việt Nam                                                | 5166 pts |